# 29773 Samuelpritt
29773 Samuelpritt è un asteroide della fascia principale. Scoperto nel 1999, presenta un'orbita caratterizzata da un semiasse maggiore pari a 3,0871102 au e da un'eccentricità di 0,0890058, inclinata di 2,50311° rispetto all'eclittica.
L'asteroide è dedicato allo studente statunitense Samuel Wye Pritt.